# Bas van der Heijden
Bas van der Heijden was een Nederlandse supermarktketen en onderdeel van Detailresult Groep N.V.
Bas van der Heijden was de zoon van een kruidenier, die als eerste de zelfbediening introduceerde in zijn winkels. De keten BAS werd in 1973 door Dirk van den Broek overgenomen. Op dat moment had Bas van der Heijden 10 filialen, waarvan zes in Rotterdam en de andere vier in Sliedrecht, Papendrecht, Ridderkerk en Alblasserdam. In de jaren erna werden er 19 nieuwe filialen geopend. De filialen waren voornamelijk te vinden in de omgeving van Rotterdam, Dordrecht, Spijkenisse, Vlaardingen, Schiedam, Ridderkerk en Giessendam. Op 13 maart 2013 werd het dertigste filiaal geopend bij de Nieuwe Ommoordseweg in Rotterdam, waarmee de teller van de filialen in Rotterdam op tien kwam.
In 2014 zijn de supermarktketens Bas van der Heijden, Digros en Dirk van den Broek omgedoopt tot Dirk.